# Natalia Tchernova
Pour les articles homonymes, voir Tchernova.
Natalia Aleksandrovna Tchernova (en russe : Наталья Александровна Чернова) est une gymnaste trampoliniste russe née le 6 mars 1976 à Krasnodar (RSFS de Russie). 

## Biographie
Natalia Tchernova remporte trois titres consécutifs de championne de Russie (1998, 1999 et 2000), avant d'être sacrée championne d'Europe en 2002. 
Elle participe aux Jeux olympiques d'été de 2004 à Athènes où elle termine au pied du podium de l'épreuve individuelle.
Après un titre de vice-championne du monde en 2005, Natalia Tchernova ne parvient pas à sortir du tour de qualification des Jeux olympiques d'été de 2008 à Pékin.
Natalia Tchernova est mariée au trampoliniste German Khnychev.